# 제프 캐스터
제프 캐스터(Jeff Caster, 1958년 8월 11일 ~ )는 미국의 배우이다.
미주리주 캔자스시티에서 태어났다.

## 영화
- 러닝 스케어드 (2006년)
- 히틀러 칸타타 (2005년)
- 함부르크 강습소 (2004년)
- 루터 (2003년) - 매튜 역
- 안네 프랑크 (2001년)
- 인베스티게이팅 섹스 (2001년)
- 사구 (2000년)